# Tylecodon nolteei
Tylecodon nolteei är en fetbladsväxtart som beskrevs av John Jacob Lavranos. Tylecodon nolteei ingår i släktet Tylecodon och familjen fetbladsväxter. Inga underarter finns listade i Catalogue of Life.